# Феникс и волшебный ковёр
«Феникс и волшебный ковёр» (англ. The Phoenix And The Magic Carpet) — кинофильм. Экранизация произведения Эдит Несбит — «Феникс и ковёр».

## Сюжет
Застряв в деревенском коттедже своего покойного дедушки без телевизора, Антея, Роберт, Сирил и Джейн обречены на скучную неделю, пока не находят старый, заплесневелый ковёр и странное золотое яйцо. Когда яйцо случайно попадает в костёр, из него вылупляется мифическая огненная птица — золотой феникс. Так начинается удивительное путешествие и приключения, ведь феникс возьмёт их в страну волшебства, чудес и фантазии, куда они попадут с помощью волшебного ковра-самолёта.

## В ролях
- Питер Устинов — Дедушка
- Ди Уоллес-Стоун — Мать
- Тимоти Хегемэн — Крис
- Лаура Камрат — Антея
- Ник Клейн — Роберт
- Николь Ленгенберг — Хельга
- Юэн Бремнер — Джо
- Майя Зекина — Майя